# بیلی مورگان (بازیکن فوتبال، زاده ۱۸۹۶)
بیلی مورگان (انگلیسی: Billy Morgan؛ ۱۶ دسامبر ۱۸۹۶ – ۱۹۹۳ (۹۶ یا ۹۷ ساله)) بازیکن فوتبال اهل بریتانیا بود.
از باشگاه‌هایی که در آن بازی کرده‌است می‌توان به باشگاه فوتبال برنلی اشاره کرد.